# Den som bär skuld
Den som bär skuld (engelska: After the Party) är en nyzeeländsk dramaserie vars första säsong hade premiär på TVNZ den 29 oktober 2023. Första säsongen som består av sex avsnitt är skapad av Robyn Malcolm och Dianne Taylor.

## Handling
Fem år efter att Penny anklagat sin ex-man Phil för ett sexuellt övergrepp återvänder han till staden och till deras familj.

## Rollista (i urval)
- Robyn Malcolm - Penny Wilding
- Peter Mullan - Phil MacKenzie
- Dean O'Gorman - Simon
- Catherine Wilkin - Joy Wilding
- Tanea Heke - Ruth
- Peter Hambleton - Graham